# KNMD-TV
KNMD-TV（仮想チャンネル5・VHFデジタルチャンネル8）は、アメリカ・ニューメキシコ州アルバカーキにサービスを提供するATSC 3.0の公共放送サービス（PBS）のメンバーテレビ局であり、州都サンタフェに認可されている。ニューメキシコ大学（UNM）が所有しており、アルバカーキの認可を受けたKNME-TV（チャンネル5）の姉妹局である。両方の放送局は、アルバカーキのユニバーシティ・ブールバード・ノースイーストにあるUNMのノースキャンパスにあるスタジオを共有しているが、KNMD-TVの送信所はサンディア・クレストの頂上にある。

## 歴史
KNMD-TVは、2004年後半にVHFチャンネル9で200Wで放送を開始した。独占的なデジタルテレビ局として立ち上げられ、アナログで放送されたことがないアルバカーキ市場では最初で唯一の局である。

### 信号の問題
僅か200Wで放送しているため、KNMD-TVの信号は、ピクセル化や途切れ途切れの音がなければ、多くの領域で拾うのが難しい場合があった。低電力テレビ局として認可されていなかったが、ロスアラモス付近からチャンネル10でデジタル信号を放送するKCHFとの干渉の問題のため、元々低電力を使用していた。信号品質と範囲を改善するために、送信周波数をチャンネル8に移動し、電力を5.14kWに増やすために、2009年にFCCに申請を提出した。同年10月に変更を加える許可を与えられた。2010年8月下旬にアップグレードが完了し、信号が大幅に改善された。

### ATSC 3.0変換
2021年6月30日にATSC 3.0（Next Gen TV）に変換された。この変更に備えて、同年2月15日、ワールド・チャンネルはKNME-TVチャンネル5.4で放送を開始し、クリエイト (テレビネットワーク)は5.5でデビューした。KNMD-TVは、KNME-TVマルチプレックス全体をATSC 3.0形式でサイマル放送している。変換前に、電力を5.14kWから16.6kWに増力するための建設許可を受け取った。

## デジタルテレビ

### デジタルチャンネル
デジタル信号は多重化されている。
| デジタルサブチャンネル | 解像度 | アスペクト比 | PSIPショートネーム | 番組編成                                                                  |
| ---------------------- | ------ | ------------ | ------------------ | ------------------------------------------------------------------------- |
| 5.1                    | 1080p  | 16:9         | KNME HD            | KNME-TVのATSC 3.0サイマル放送/PBS                                         |
| 5.2                    | 480p   | 16:9         | Kids HD            | KNME-DT2のATSC 3.0サイマル放送/PBS Kids                                   |
| 5.3                    | 480p   | 16:9         | FNX HD             | KNME-DT3のATSC 3.0サイマル放送/ファースト・ネイションズ・エクスペリエンス |
| 5.4                    | 1080p  | 16:9         | KNMD HD            | KNME-DT4のATSC 3.0サイマル放送/ワールド・チャンネル                       |
| 5.5                    | 480p   | 16:9         | Create             | KNME-DT5のATSC 3.0サイマル放送/クリエイト (テレビネットワーク)            |

新しいATSC 3.0信号では、KNMD-TVのメインHDチャンネルは5.4であり、主にニュースやドキュメンタリーを放送する「World」の公共テレビネットワークから番組を放送している。いくつかの時間は、最近のPBSプライムタイム番組の再放送でローカルにプログラムされている。『ニューメキシコ・イン・フォーカス（New Mexico In Focus）』などのローカルで制作された番組もKNMD-TVに放送される。
以前はチャンネル9.1でPBSサテライトサービスを放送していたが、2009年1月28日にPBSワールドを9.2から9.1に移動し、9.2でハウツー番組チャンネルのクリエイトを開始した。